# حمله هوایی به بیمارستان قندوز
حمله هوایی به بیمارستان قندوز حادثه‌ای است که طی آن بیمارستان پزشکان بدون مرزدر شهر قندوز افغانستان در ۱۱ میزان ۱۳۹۴ (۳ اکتبر ۲۰۱۵) توسط لاکهید ای‌سی-۱۳۰ نیروی هوایی آمریکا. مورد هدف قرار گرفت. این بیمارستان خراب شد و ۴۲ نفر کشته و دستکم  سی نفر مجروح شدند.

## شرح حادثه
3 اکتبر 2015
از ساعت 2:08 صبح تا 3:15 بامداد به وقت محلی در تاریخ 3 اکتبر 2015، بیمارستان ترومای پزشکان بدون مرز (MSF) در قندوز، شمال افغانستان، در حدود 15 دقیقه مورد هدف یک سری حملات هوایی قرار گرفت. ساختمان اصلی بیمارستان مرکزی که بخش مراقبت های ویژه، اورژانس و بخش فیزیوتراپی را در خود جای داده بود، در طول هر حمله هوایی بارها و بارها با دقت بسیار مورد اصابت قرار گرفت . هیمن ناگاراتنام، رئیس پزشکان بدون مرز در شمال افغانستان گفت: "بمب ها اصابت کردند و سپس صدای چرخش هواپیما را شنیدیم." یک مکث وجود داشت و سپس بمب های بیشتری اصابت کردند. بارها و بارها این اتفاق افتاد. وقتی از دفتر بیرون آمدم، ساختمان اصلی بیمارستان در آتش سوخت.عده ای فرار کردند. اما بیمارانی که قادر به فرار نبودند، در حالی که روی تخت خود دراز کشیده بودند، سوختند و مردند. علی‌رغم اینکه پزشکان بدون مرز مختصات جی‌پی‌اس بیمارستان را تا سه‌شنبه 29 سپتامبر در اختیار مقامات نظامی و غیرنظامی ائتلاف و افغان قرار داده بودند، این بمباران انجام شد. پس از حمله، تیم پزشکان بدون مرز تلاش کردند تا جان همکاران و بیماران مجروح را نجات دهند و یک سالن جراحی موقت در یک اتاق سالم راه اندازی کردند. برخی از  بیماران مجروح شده به شفاخانه ای در پولی خمری که دو ساعت با ماشین فاصله دارد، منتقل شدند.

## پس از رویداد
دیده بان حقوق بشر خواستار تحقیقات بی طرفانه، کامل و شفاف در مورد این حادثه برای مشخص کردن شرایط حمله شد و از ایالات متحده خواست تا رویه های هدف گیری خود را برای اطمینان از عدم تکرار چنین حوادثی بازنگری کند.
نیروی هوایی ایالات متحده ابتدا اعلام کرد که این عملیات برای حمایت از نیروهای آمریکایی مستقر در منطقه انجام شده‌است. بعدها فرمانده نیروهای آمریکایی در افغانستان، ژنرال جان کمپبل، اعلام کرد که این حمله در پی درخواست نیروهای افغان که تحت آتش طالبان بودند انجام گرفته‌است. او این حمله را یک اشتباه خواند و گفت ما هرگز عامدانه به یک مجتمع پزشکی تحت حفاظت حمله نمی‌کنیم. کمپبل گفت این حمله یک تصمیم ایالات متحده بوده که در سلسله مراتب فرماندهی آمریکایی گرفته‌شده‌است.همچنین ژنرال جوزف ووتل، رئیس فرماندهی مرکزی ایالات متحده  به خبرنگاران گفت: "مرکز تروما یک مرکز حفاظت شده بود، اما به اشتباه شناسایی شد."
در هفتم اکتبر ۲۰۱۵، باراک اوباما، رئیس‌جمهور آمریکا، در اقدامی نادر از این اقدام عذرخواهی نمود. سه گروه حقیقت یاب شروع از ناتو، گروهی متشکل از افغان‌ها-امریکایی‌ها، و وزارت خارجه آمریکا شروع به تحقیق دربارهٔ این حادثه کردند. گروه پزشکان بدون مرز خواستار تحقیق یک گروه حقیقت یاب مستقل در اینباره شد و اعلام کرد که نیروهای مسلح نمی‌توانند عضور گروه تحقیق دربارهٔ عملکرد خود باشند.